# Mistrzostwa Świata Juniorek w Hokeju na Lodzie 2012
5. Mistrzostwa Świata Juniorek w Hokeju na Lodzie – edycja mistrzostw świata juniorek w hokeju na lodzie, zorganizowana w 2012 roku przez IIHF w Czechach.
Miasta goszczące najlepsze drużyny świata to Zlin i Przerów. Turniej elity odbył się w dniach 31 grudnia - 7 stycznia. Oto miejsca pozostałych rozgrywek:
- I Dywizja: Tromsø
- I Dywizja - turniej kwalifikacyjny: Asiago

Obrończyniami tytułu są zawodniczki Stanów Zjednoczonych, które pokonały w Sztokholmie reprezentantki Kanady 5:2.
Złoty medal wywalczyły Kanadyjki, które pokonały Amerykanki 3:0. Brązowy medal zdobyły Szwedki pokonując Niemki 4:1.

## Elita
| Lp.    | Drużyna           |
| ------ | ----------------- |
| złoto  | Kanada            |
| srebro | Stany Zjednoczone |
| brąż   | Szwecja           |
| 4      | Niemcy            |
| 5      | Finlandia         |
| 6      | Czechy            |
| 7      | Rosja             |
| 8      | Szwajcaria        |

W tej części mistrzostw uczestniczy najlepsze 8 drużyn na świecie. System rozgrywania meczów jest inny niż w niższych dywizjach.
Pierwsza runda grupowa odbywa się w dwóch grupach po cztery drużyny. Zwycięzca grupy awansuje do półfinałów. Zespoły z miejsc drugich i trzecich awansują do ćwierćfinałów, których zwycięzcy przechodzą do półfinałów. Drużyny które w fazie grupowej zajmą czwarte miejsce rozegrają między sobą mecze o utrzymanie. Drużyna, która dwukrotnie zwycięży pozostaje w elicie, natomiast przegrany spada do I dywizji. O zwycięstwie w turnieju zadecyduje finał w którym wystąpią zwycięzcy półfinałów.

## Pierwsza dywizja
| Lp. | Drużyna         |
| --- | --------------- |
| 1   | Węgry           |
| 2   | Austria         |
| 3   | Japonia         |
| 4   | Norwegia        |
| 5   | Wielka Brytania |
| 6   | Słowacja        |

Do mistrzostw pierwszej dywizji przystąpiło 6 zespołów, które walczyły w jednej grupie systemem każdy z każdym. Zwycięzca turnieju awansował do mistrzostw świata elity w 2013 roku, zaś najsłabsza drużyny spadnie do drugiej dywizji.
Mecze rozegrane zostały w norweskim mieście Tromsø od 29 grudnia 2011 do 4 stycznia 2012 roku.

## Turniej kwalifikacyjny pierwszej dywizji
| Lp. | Drużyna         |
| --- | --------------- |
| 1   | Węgry           |
| 2   | Wielka Brytania |
| 3   | Chiny           |
| 4   | Włochy          |
| 5   | Francja         |
| 6   | Kazachstan      |

Do mistrzostw pierwszej dywizji kwalifikacyjnej przystąpiło 6 zespołów, które walczyły w jednej grupie systemem każdy z każdym. Zwycięzca turnieju i drużyna z drugiego miejsca awansowały do mistrzostw świata pierwszej dywizji, w której walczyły o awans do elity.
Mecze rozegrane zostały we włoskim mieście Asiago od 29 listopada do 4 grudnia 2011 roku.